# Ямагучи, Кристи
Кристин Цуя (Кристи) Ямагучи-Хедикен (англ. Kristine Tsuya «Kristi» Yamaguchi-Hedican; род. 12 июля 1971 года, Хейвард, Калифорния, США) — американская фигуристка, завоевавшая золотую медаль в женском одиночном катании на зимних Олимпийских играх в 1992 в Альбервиле. В женском одиночном катании она также двукратная чемпионка мира (1991, 1992), чемпионка США (1992) и чемпионка мира среди юниоров (1988). В парном катании она двукратная чемпионка США (1989, 1990) и чемпионка мира среди юниоров (1988).
В декабре 2005 года Кристи Ямагучи была введена в Олимпийский Зал Славы США.

## Начало жизни
Кристи Ямагучи родилась в городе Хейвард штата Калифорния в семье Джима и Кэрол Ямагучи. Её отец был дантистом, а мать медицинским секретарём. Она представительница японской диаспоры в Америке в четвёртом поколении. Её дедушка и бабушка по отцовской линии, а также прадедушка и прабабушка по материнской линии иммигрировали в США из Японии, точнее, из префектур Вакаяма и Сага. Дедушка и бабушка Ямагучи во время Второй мировой войны были в лагере для интернированных, где и родилась её мать.
Кристи, как и её брат Бретт и сестра Лори, выросла в городе Фримонт штата Калифорния. На первом курсе старшей школы она ходила в Mission San Jose High School, но потом перевелась и закончила Willow Glen High School в городе Сан-Хосе штата Калифорния. В колледж она не поступала.
Кристи Ямагучи начала кататься в детстве в качестве терапии её косолапости.

## Карьера
Вместе с Руди Галиндо они заняли первое место в парном катании на юниорском чемпионате США в 1986 году. Два года спустя она занимает первое место в одиночном катании и вместе с Галиндо первое место в парном на чемпионате мира среди юниоров. В 1989 и 1990 годах Ямагучи и Галиндо вновь занимают первое место в парном катании на взрослом чемпионате США. Как пара они были необычны тем, что оба выступали в одиночном катании, а также прыгали и крутились в разных направлениях — Ямагучи против часовой стрелки, а Галиндо — по часовой (то есть зеркально отражая друг друга, что прежде всего было задумано, чтобы скрыть недостаточно согласованную технику, асинхронность исполнения элементов).
В 1992 году она завоевала золото на зимних Олимпийских играх в женском одиночном катании.
Она первая женщина, завоевавшая первое место в чемпионате США в одиночном и парном катаниях.
Кристи замужем за игроком НХЛ Бретом Хедикеном. У них две дочери: Кеара Киёми (род. 1 октября 2003) и Эмма Ёсико (род. 16 ноября 2005).
В 1996 году она основала фонд для детей Always Dream Foundation.
Кристи дружит с другой известной американской фигуристкой Мишель Кван.

## Спортивные достижения

### Одиночное катание
| Соревнования/Сезон              | 1987—1988 | 1988—1989 | 1989—1990 | 1990—1991 | 1991—1992 |
| ------------------------------- | --------- | --------- | --------- | --------- | --------- |
| Зимние Олимпийские игры         |           |           |           |           | 1         |
| Чемпионаты мира                 |           | 6         | 4         | 1         | 1         |
| Чемпионаты мира среди юниоров   | 1         |           |           |           |           |
| Чемпионаты США                  |           | 2         | 2         | 2         | 1         |
| Игры доброй воли                |           |           | 1         |           |           |
| Этапы Гран-при: Skate America   |           | 3         |           | 1         | 2         |
| Этапы Гран-при: Nations Cup     |           |           |           | 1         |           |
| Этапы Гран-при: Trophée Lalique |           |           |           |           | 2         |
| Этапы Гран-при: NHK Trophy      |           | 2         | 2         |           |           |

### Парное катание
(с Галиндо)
| Соревнования                  | 1984—1985 | 1985—1986 | 1986—1987 | 1987—1988 | 1988—1989 | 1989—1990 |
| ----------------------------- | --------- | --------- | --------- | --------- | --------- | --------- |
| Чемпионаты мира               |           |           |           |           | 5         | 5         |
| Чемпионаты мира среди юниоров |           | 5         | 3         | 1         |           |           |
| Чемпионаты США                | 5J.       | 1J.       | 5         | 5         | 1         | 1         |
| Этапы Гран-при: Skate America |           |           | 5         |           |           | 2         |
| Этапы Гран-при: NHK Trophy    |           |           |           |           | 3         | 4         |

- J. — юниорский уровень